# Steinkis Groupe
 (novembre 2022).
Steinkis Groupe est un groupe d’édition indépendant français fondé et dirigé par Moïse Kissous.

## Organisation
Steinkis Groupe réunit des maisons d’édition spécialisée en bandes dessinées, romans graphiques et albums illustrés jeunesse : Jungle, Steinkis Editions, Splash et Philéas.
Jungle est une maison d’édition BD jeunesse et humour créée en 2003, à l’initiative de Moïse Kissous, en association avec les éditions Casterman. Steinkis Groupe acquiert les parts de Casterman dans Jungle en 2013 et détient depuis la maison à 100 %.
Créé en 2011, Steinkis Editions est une maison d'édition de romans graphiques, principalement connue pour ses documents, enquêtes, témoignages et biographies en bandes dessinées, tout en s’ouvrant à la fiction.
Splash est depuis 2014 une maison d’édition d’albums illustrés pour enfants qui publie notamment la collection « Qui n’aimait pas ». 
Philéas est lancée en 2020 dans le cadre d’une association paritaire entre le groupe Editis (à travers sa branche Edi 8) et Jungle[réf. souhaitée],. Philéas propose des adaptations en BD de romans cultes[source secondaire souhaitée], notamment issus du catalogue des maisons d’Editis, pour un lectorat adulte.
Les publications de Steinkis Groupe ont reçu de nombreux prix en France et à l’étranger[source secondaire souhaitée], sont traduites dans divers pays et adaptées pour le cinéma et la télévision[source secondaire souhaitée].
Steinkis Groupe a également une approche fondée sur les alliances et partenariats et développe des coéditions[source secondaire souhaitée].
Steinkis Groupe développe également des partenariats ; ainsi, fin août 2019, Editis signe un accord avec les éditions Jungle afin de renforcer sa position dans la bande dessinée et le roman graphique, deux secteurs absents du groupe éditorial ; ce partenariat se traduit par une prise de participation de 30 % d’Editis dans le capital de Jungle.

## Autrices et auteurs
En 2023 Steinkis édite plus de 220 autrices et auteurs[source insuffisante], de BD ou roman graphique, notamment :
- Olivier Thomas et Pascal Génot[16],
- Elodie Lascar et Lili Sohn[17],
- Caterina Zandonella et Halim ensemble pour raconter la vie de Maria Montessori[18], ou séparément avec le roman graphique d'Halim sur la vie de Patricia Douglas nommé Seule contre Hollywood : la première actrice à avoir dénoncé le système[19]
- Alessandro Pignocchi[20],